# Brucknerallee 196 (Mönchengladbach)

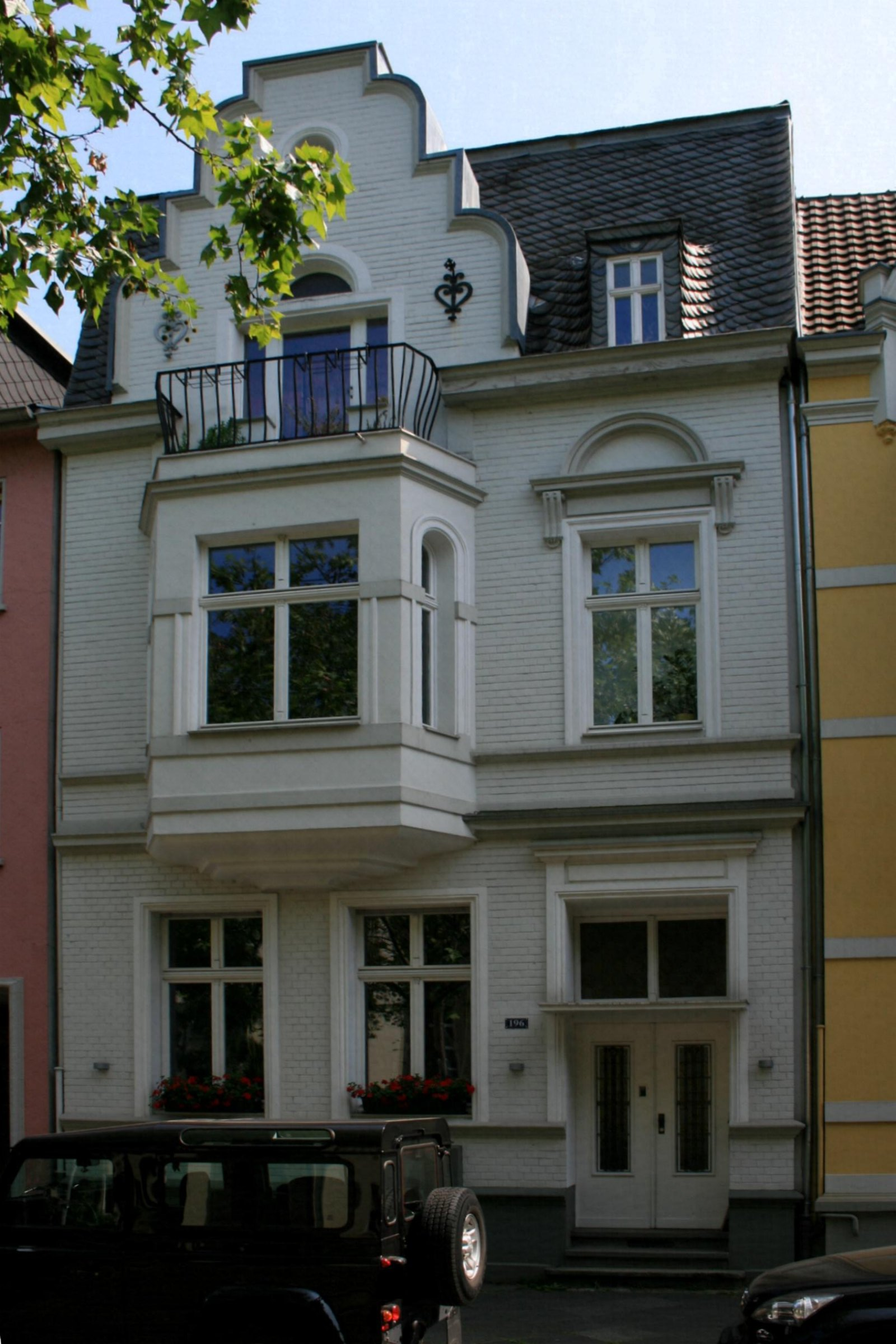
Wohnhaus (2010)

Das Wohnhaus Brucknerallee 194 steht im Stadtteil Grenzlandstadion in Mönchengladbach (Nordrhein-Westfalen).
Das Gebäude wurde 1899 erbaut. Es ist unter Nr. B 103 am 2. März 1989 in die Denkmalliste der Stadt Mönchengladbach eingetragen worden.

## Architektur
Dieses bürgerliche Wohnhaus ist als linksseitig, abschließender Teil einer geschlossenen und außerordentlich gut erhaltenen Gruppe (Nr. 176–196) historischer Stadthäuser zu betrachten. Bei dieser Gruppe handelt es sich um das Kernstück der vor der Jahrhundertwende als Prachtstraße und als weitere Verbindungsachse zwischen Rheydt und Mönchengladbach angelegten Allee.
Erker und Giebel verweisen auf den historischen Stil der Entstehungszeit, wenngleich die Fassade insgesamt auffallend schlicht gehalten ist. Das zweigeschossige, traufständige Haus hat ein ausgebautes Dachgeschoss.